# Sinagoga Poile Zedek di New Brunswick
La sinagoga Poile Zedek di New Brunswick, costruita fra il 1923 e il 1924 in stile eclettico, è una sinagoga monumentale della cittadina di New Brunswick nello stato americano di New Jersey.

## Storia e descrizione
Una comunità ebraica si era costituita a New Brunswick nel 1905.
Nel 1923 si diede avvio alla costruzione di una sinagoga monumentale. La prima pietra fu posta il 19 agosto 1923 e un anno più tardi, l'edificio fu completato e aperto al culto.
La sinagoga è caratterizzata dalla presenza di pregevoli vetrate Art Nouveau.
Un'enorme e elaboratissima vetrata art nouveau domina la facciata, al di sopra di un porticato di ingresso su colonne.
L'interno è una sala rettangolare illuminata da due serie di finestre, con vetrate colorate e da una grande vetrata al centro del soffitto. Il matroneo a balcone corre su tre lati. La parete di fondo è, come la facciata, dominata da un'enorme vetrata art nouveau.
Nel 1995 la sinagoga è stata inserita nei registro nazionale dei luoghi storici.
La sinagoga è tuttora attiva al servizio della comunità e aperta ai visitatori.